# Roosarna
Roosarna är ett dansband i Vallsta, Sverige. Bandet bildades 1969 av bröderna Kjell, Anders och Sven-Åke Roos som Bröderna Roos. I mitten av 1970-talet bytte man namn till Roosarna, och sedan 1975 är man ett heltidsdansband. 1982 började bandet samarbeta med Kikki Danielsson.
Samarbetet utökades från 1990, då man började kalla sig Kikki Danielsson & Roosarna, och under 1990-talet hade man flera hitlåtar på Svensktoppen. Kikki Danielsson & Roosarna fick en Grammis 1994 för albumet Vet du vad jag vet I september 1996 bytte de återigen namn, nu till Kikki Danielssons orkester.
1998 åkte bandet på kyrkoturné, och samma år påbörjades lansering i Tyskland. Då Kikki Danielsson slutade i bandet i februari år 2000 bytte de namn till Kjell Roos Band. I februari 2003 började Kikki Danielsson dock återigen turnera ihop med bandet.
Inför julhelgen 2008–2009 började bandet turnera med Magnus Carlsson. 2011 samt 2012 kompade man Johnny Logan under en kyrkoturné.
Bandets uppsättning har ibland kommit att ändras.

## Medlemmar
- Kikki Danielsson (sång). Lämnade bandet 1999.
- Kjell Roos - kapellmästare, gitarr, sång
- Lennart Brink - bas
- Mats Elfqvist - basgitar
- Göran Brundin - trummor
- Kent Lovén - trummor
- Danne Wirenberg - gitarr
- Marcus Fernholm - keyboard
- Erik Andersson - klaviatur och dragspel
- Lars-Erik Callmyr - Keyboard

## Diskografi

### Album
- Vi hörs - 1975
- Jag tror att jag är fast för dej - 1984
- I kväll är det party - 1985
- Livet är nu - 1988
- På lugnare vatten - 1990
- En enda gång - 1992
- Vet du vad jag vet - 1994
- Hem till Norden - 1996
- Ett hus med många rum - 1997
- Dagar som kommer och går - 1999
- Nu börjar livet - 2001
- Vad livet har att ge - 2005

## Melodier på Svensktoppen
- Det är kärlek vi behöver - 1975
- Ta mej med när du reser - 1985
- Det finns ingen annan än du - 1993 (med Kikki Danielsson)
- Långt bortom bergen - 1994 (med Kikki Danielsson)
- Vet du vad jag vet - 1995 (med Kikki Danielsson)
- En försvunnen värld - 1995 (med Kikki Danielsson)
- Hem till Norden - 1996 (med Kikki Danielsson)
- All min kärlek - 1996 (med Kikki Danielsson)
- Kärlekens vindar - 1997 (som Kikki Danielssons orkester)
- Tjejer - 1997 (som Kikki Danielssons orkester)
- Ett hus med många rum - 1997/1998 (som Kikki Danielssons orkester)
- Kärleken har fått vingar - 1998 (som Kikki Danielssons orkester)

### Missade listan
- Dagar som kommer och går - 1999 (som Kikki Danielssons)
- Nu börjar livet - 2001

- Det var det ingenting på - 1990 (med Kikki Danielsson)
- Ring mig i morgon - 1992 (med Kikki Danielsson)
- Kvällens sista dans - 1992 (med Kikki Danielsson)
- Du är solen i mitt liv -1996 (med Kikki Danielsson)
- Livet är nu - 1988 (med Kikki Danielsson)
- Natt efter natt -1992 (med Kikki Danielsson)
- Den enda sanna mannen  -1999 (som Kikki Danielssons)
- Mitt hjärta slår för dig - 1999 (som Kikki Danielssons)